# Premier League Snooker
La Premier League Snooker fue un torneo de snooker, profesional y de invitación, que se celebró en Inglaterra entre 1987 y 2012. Stuart Bingham, que se impuso (7-2) a Judd Trump en la final de aquella cita de 2012, quedó como último ganador.

## Historia

### Ganadores
| Año               | Ganador           | Resultado          | Subcampeón        | Referencias |
| ----------------- | ----------------- | ------------------ | ----------------- | ----------- |
| Matchroom League  |                   |                    |                   |             |
| 1987              | Steve Davis       | todos contra todos | Neal Foulds       | [ 1 ]       |
| 1988              | Steve Davis       | todos contra todos | Stephen Hendry    | [ 1 ]       |
| 1989              | Steve Davis       | todos contra todos | John Parrott      | [ 1 ]       |
| 1990              | Steve Davis       | todos contra todos | Stephen Hendry    | [ 1 ]       |
| 1991              | Stephen Hendry    | todos contra todos | Steve Davis       | [ 1 ]       |
| 1992              | Stephen Hendry    | 9-2                | Steve Davis       | [ 1 ]       |
| Liga Europea      |                   |                    |                   |             |
| 1993              | Jimmy White       | 10-7               | Alan McManus      | [ 1 ]       |
| 1994              | Stephen Hendry    | 10-7               | John Parrott      | [ 1 ]       |
| 1995              | Stephen Hendry    | 10-2               | Ken Doherty       | [ 1 ]       |
| 1996              | Ken Doherty       | 10-5               | Steve Davis       | [ 1 ]       |
| 1997              | Ronnie O'Sullivan | 10-8               | Stephen Hendry    | [ 1 ]       |
| Premier League    |                   |                    |                   |             |
| 1998              | Ken Doherty       | 10-2               | Jimmy White       | [ 1 ]       |
| 1999              | John Higgins      | 9-4                | Jimmy White       | [ 1 ]       |
| 2000              | Stephen Hendry    | 9-5                | Mark Williams     | [ 1 ]       |
| 2001              | Ronnie O'Sullivan | 9-7                | Stephen Hendry    | [ 1 ]       |
| 2002              | Ronnie O'Sullivan | 9-4                | John Higgins      | [ 1 ]       |
| 2003              | Marco Fu          | 9-5                | Mark Williams     | [ 1 ]       |
| 2004              | Stephen Hendry    | 9-5                | John Higgins      | [ 1 ]       |
| mayo de 2005      | Ronnie O'Sullivan | 6-0                | Mark Williams     | [ 1 ]       |
| diciembre de 2005 | Ronnie O'Sullivan | 6-0                | Stephen Hendry    | [ 1 ]       |
| 2006              | Ronnie O'Sullivan | 7-0                | Jimmy White       | [ 1 ]       |
| 2007              | Ronnie O'Sullivan | 7-4                | John Higgins      | [ 1 ]       |
| 2008              | Ronnie O'Sullivan | 7-2                | Mark Selby        | [ 1 ]       |
| 2009              | Shaun Murphy      | 7-3                | Ronnie O'Sullivan | [ 1 ]       |
| 2010              | Ronnie O'Sullivan | 7-1                | Shaun Murphy      | [ 1 ]       |
| 2011              | Ronnie O'Sullivan | 7-1                | Ding Junhui       | [ 1 ]       |
| 2012              | Stuart Bingham    | 7-2                | Judd Trump        | [ 1 ]       |